# 26e régiment de tirailleurs sénégalais
Pour les articles homonymes, voir 26e régiment.
Le 26e régiment de tirailleurs sénégalais (ou 26e R.T.S) est un régiment de l'armée française. Créé en avril 1940, il combat en juin 1940 dans la bataille de France, au sein de la 8e division légère d'infanterie coloniale.

## Historique des opérations du26eRTS

### Seconde Guerre mondiale
Pour un article plus général, voir Bataille de France.

#### Formation
Le 26e régiment de tirailleurs sénégalais est le dernier régiment colonial mobilisé en 1940. Il est composé de trois bataillons. Il est formé d'éléments provenant des différents territoires de l'Afrique-Occidentale française (Mali, Sénégal...) et réunis au camp de Souge, près de Bordeaux en mai 1940.
La formation du 26e R.T.S. s'est effectuée en 3 phases: constitution des 3 bataillons au camp de Souge, intégration de chacun de ces bataillons dans l'unité de correspondance du 12e régiment d'infanterie coloniale comme s'il s'agissait d'un renfort normal, puis extraction des militaires européens en excédent d'effectif de l'unité par le centre de transition de Souge.
Ces opérations de formation de l'unité ont pris fin au 25 avril 1940, date à laquelle a été établi le procès-verbal de changement de dénomination du corps.
L'encadrement est principalement composé d'officier de réserve. Il est affecté à la 8e division légère d'infanterie coloniale (D.L.I.C.) du Général Gillier et commandé par le colonel Perretier. Ses premiers entrainements ont lieu à Tulette, près d'Orange. Il est initialement destiné à la protection de la Provence en prévision d'attaques italiennes.
À la fin de mai 1940, il est envoyé, en urgence, dans la région de Maintenon (Eure-et-Loir), le long de l'Eure, pour couvrir le repli de l'armée de Paris placée sous le commandement du général Hering. La 8e D.L.I.C. fait partie du 10e corps d'armée commandé par le général C. Gransard et sera en contact direct avec l'ennemi du 15 au 25 juin 1940.

#### Les premiers combats du 12 au 15 juin 1940
Le 10 mai 1940, mettant fin à la guerre de positions qui dure depuis le 3 septembre 1939, les Allemands passent à l'offensive et envahissent les Pays-Bas, la Belgique, le Luxembourg et le nord de la France.
En moins d'un mois, les grandes unités des alliés, à l’exception des forces françaises tenant les ouvrages de la ligne Maginot, sont anéanties ou contraintes de se replier, en livrant de durs combats retardateurs.
Le 12 juin au matin, la 8e D.L.I.C. n'est toujours pas en contact, mais l’ennemi a entamé sa progression au sud de la Seine. Partant de sa tête de pont de la forêt de Bizy, il a atteint Pacy-sur-Eure.
Avec la 84e division d’infanterie d'Afrique (84e D.I.), la 8e division légère d'infanterie coloniale constitue le 10e corps d’armée du général Grandsard. Son dispositif, le 12 juin, est le suivant :
- Le régiment d'infanterie coloniale du Maroc (RICM) du colonel Avré, avec son 1er et son 2e bataillon, mêlé à des unités de la 84e D.I., fait face à l'ouest (en direction de Pacy-sur-Eure) et au nord (à hauteur de Bonnières, sur la Seine); le 3e bataillon est en réserve au sud de Mantes ;

- Le 26e R.T.S. du colonel Perretier, avec deux bataillons, contrôle la rive sud de la Seine, entre Rolleboise et Épone ; le bataillon est à Rosny-sur-Seine, où il assure la liaison avec le régiment d'infanterie coloniale du Maroc (R.I.C.M.) ;

- Un groupe du 9e R.A.D.[à développer] est déployé au sud d’Épone ;

- Le poste de Commandement (P.C.) de la division est à Courgent.

La 2e division marocaine (2e D.M.) est au sud de Pacy-sur-Eure, à gauche de la 8e D.L.I.C. ; la 64e D.I. doit se redéployer plus à l'est, car pour l'instant elle est imbriquée avec la division.
Pour la 8e D.L.I.C., cette journée du 12 est une journée de relatif répit. Une attaque d'infanterie et d'engins de reconnaissance est stoppée à Chaufour par des unités de la 84e D.I.
Le colonel Avré reçoit l'ordre de porter son régiment (à l'exception du 3e bataillon) sur l'Eure, entre Anet au nord et l'Avre au sud.
Le P.C. de la division (général Gillier) se replie à Nogent-le-Roi.
Le 13 juin à l'aube, les Allemands attaquent en force entre l'Eure et la Seine, faisant effort en direction de Saint-Illiers. Le 78e G.R.D.[à développer], le 3/R.I.C.M. et le 3/26e R.T.S., aux ordres du colonel Perretier, opposent à l'ennemi une vive résistance, le contenant sur un front d'une dizaine de kilomètres aux lisières sud de la forêt de Rosny. Isolé, le 3/26e R.T.S. continue de résister jusqu'au soir, au prix de lourdes pertes, l'ordre de décrocher ne lui étant parvenu que tardivement. En effet, le corps d'armée a donné, dans l'après-midi, l'ordre à la 8e D.L.I.C. de s'aligner sur la 2e division légère mécanique (2e D.L.M.) et la 84e D.I. (ligne Dreux, Saint-Léger-en-Yvelines).
Le 14 juin, dès midi à Anet et vers 17 heures sur la Vesgre, les Allemands poursuivent leur action offensive. Des blindés coiffent vers 18 heures le pont d'Anet. Le R.I.C.M. contre-attaque et reprend le contrôle du pont. La bataille fait rage de part et d'autre d'Houdan. À trois kilomètres au nord-ouest, le village de La Haye, matraqué par l'artillerie, est attaqué par l'infanterie ; à quatre kilomètres, au nord-est les adversaires se battent à la grenade dans les rues de Richebourg. La Luftwaffe intervient, mitraillant les unités au contact et les harcelant sur leurs axes de repli.
Débordée à l'ouest, menacée à l'est où la 84e D.I. n'arrive plus à se maintenir à sa hauteur, la 8e D.L.I.C. reçoit l'ordre de se replier et d’organiser une position défensive à une quinzaine de kilomètres au nord de Chartres, de Châteauneuf-en-Thymerais à Maintenon (exclu).
Le R.I.C.M. qui doit organiser des points d'appui de Châteauneuf à la RN 154 (route de Chartres à Dreux) va parcourir une cinquantaine de kilomètres pour parvenir à cette position. De son côté, le 26e R.T.S. doit s'installer dans le quadrilatère : Achères, Feucherolles, Bouglainval, Saint-Germain-la-Gâtine, après une étape de quarante kilomètres. Les deux régiments n'atteignent leurs nouveaux secteurs que le 15, en début d'après-midi.
Le 78e G.R.D. ralentit avec vigueur la progression ennemie. Aux prises aux ponts de Cherisy et de Mézières (sur l'Eure à l'est de Dreux) avec des détachements d'autos mitrailleuses et d’infanterie portée appuyés par des tirs d'artillerie et d'armes lourdes, les groupes de canons A:C de 25 mm et les pelotons qui assurent leur protection perdent leurs chevaux. Les cavaliers valides qui échappent à la capture, rejoignent avec leurs armes. Des camionnettes de la compagnie du train leur sont affectées et cet escadron léger motorisé va poursuivre la lutte, dès le 16, au sein du G.R.D.

#### Les combats du 16 au 18 juin 1940 contre le1erReiterregiment (Général Kurt Feldt)

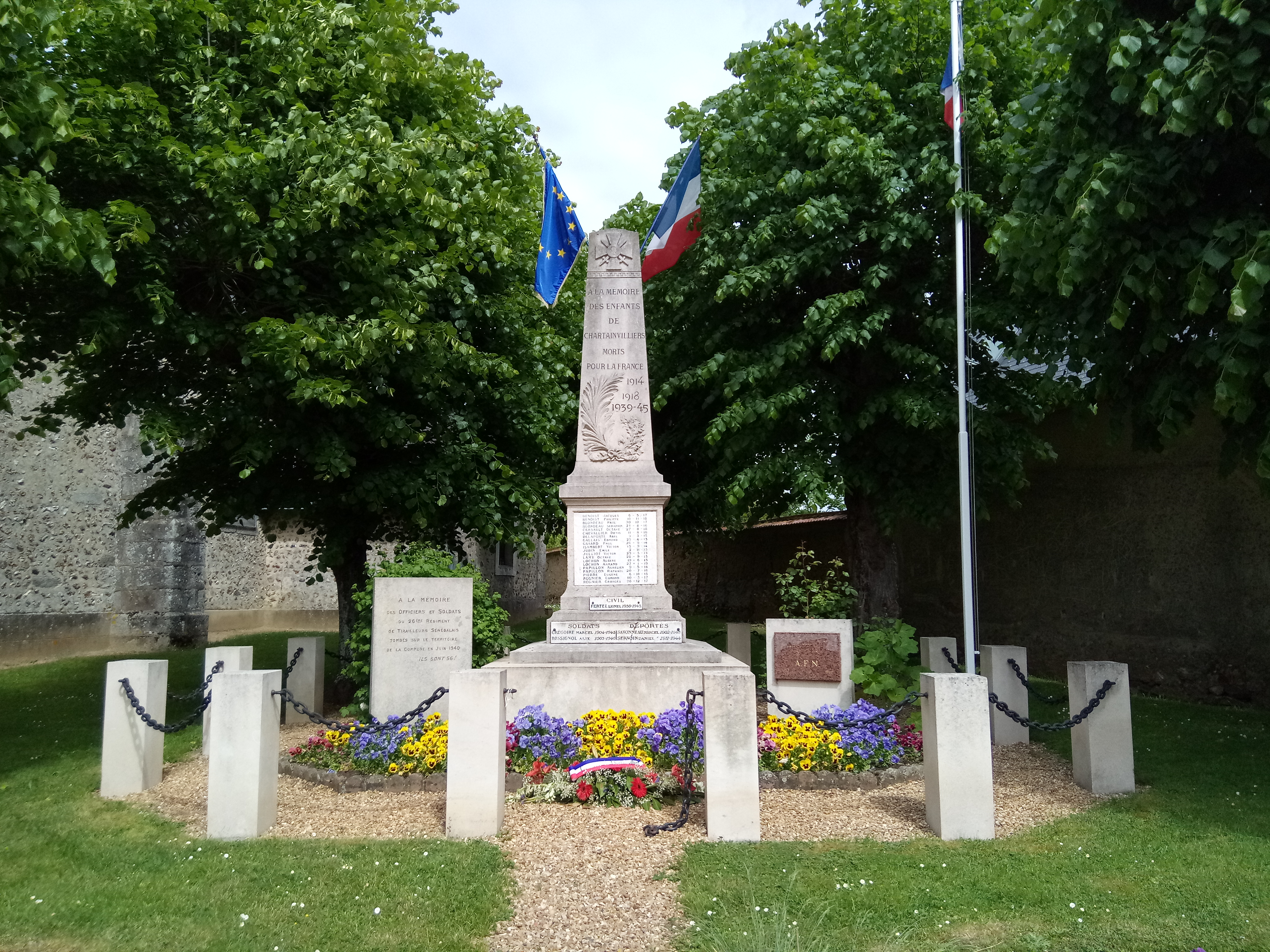
Monument aux morts de Chartainvilliers, comportant à gauche une stèle ainsi rédigée : « A la mémoire des officiers et soldats du 26e Régiment de Tirailleurs Sénégalais tombés sur le territoire de la commune en juin 1940. Ils sont 56 ! »

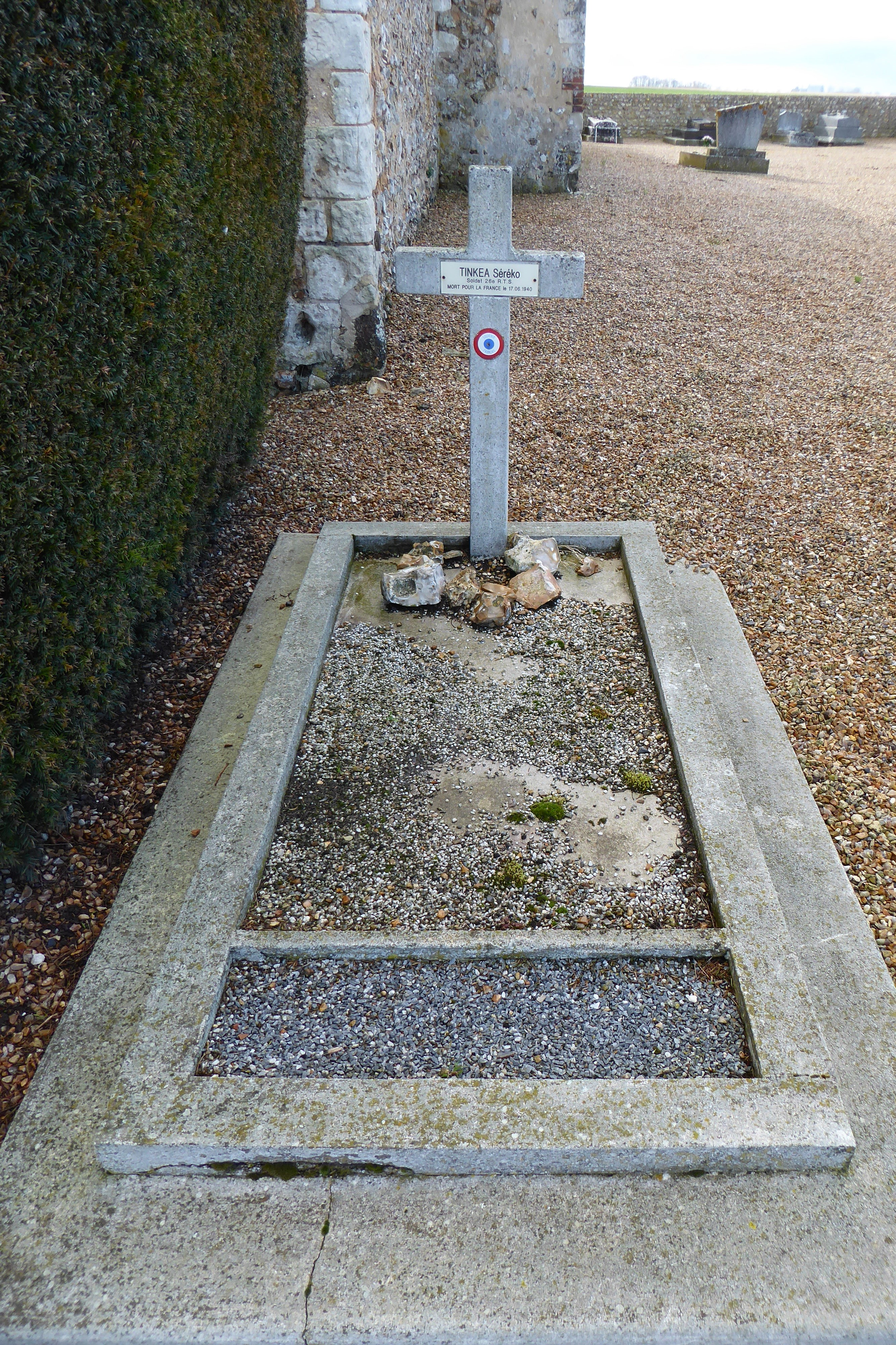
Tombe de « TINKEA Séréko Soldat du 26e R.T.S. MORT POUR LA FRANCE le 17 juin 1940 » (Le Souvenir français), Saint-Cheron-des-Champs, Tremblay-les-Villages, Eure-et-Loir.

La fin de la journée du 15 et la nuit sont consacrées à l'aménagement des P.A.[à développer] L'ennemi se manifeste mais n'entreprend aucune action de force. Le commandement ayant l'intention de se rétablir sur la rive sud de la Loire cherche à gagner des délais et espère se maintenir sur cette position intermédiaire au moins 24 heures.
La 8e D.L.I.C. est déployée sur un front de plus de 30 kilomètres. Son dispositif est le suivant :
- sur l'ancien tracé de la route nationale 10, actuellement route départementale 906), à hauteur de Chartainvilliers, 2 encadrons motorisés du 78e G.R.D. ;
- à Feucherolles, le 1/26e R.T.S., face au nord et nord-est ;
- à Bouglainval et Néron, le 2/26e R.T.S., face au nord-est à l'est ;
- à Berchères-la-Maingot, le 3/26e R.T.S., en réserve ;
- à Néron, le 5/26 du 26e R.T.S. tient le principal point d'appui (Capitaine Grondin) ;
- dans le triangle Châteauneuf, Saint-Sauveur, Chêne-Chenu, le R.I.C.M. organise : des P.A. pour interdire cet important nœud routier.

L’artillerie est réduite à 2 batteries de 155.C du V/296e R.A.I.[à développer], le 9e R.A.D., pour des raisons inexpliquées, poursuivit son repli au-delà de Chartres.
La 4e division cuirassée de réserve (D.C.R.) (celle que commandait le Colonel de Gaulle jusqu'à fin mai 1940), qui devait fournir un appui de chars à la 8e D.L.I.C. est déjà au-delà de Chartres, ce 16 juin, en dehors du contrôle du général C. Gransard, qui le mentionne dans son ouvrage sur le 10e corps d'armée.
Le terrain coupé et boisé est favorable aux infiltrations. Une défense efficace nécessiterait une infanterie plus nombreuse et des appuis plus puissants, en raison notamment de tirs puissants des Minenwerfer ennemis.
Face à la division, opèrent des formations du 1er corps d’armée de la Wehrmacht, notamment la 1re division de cavalerie du général Feldt, dépendant de l'armée du Général von Kluge.
L'ennemi a profité de la nuit pour préparer ses actions offensives de la journée du 16 juin.
À l’ouest, dès 7 heures, le R.I.C.M. est aux prises avec des éléments motorisés. Ses P.A. sont violemment bombardés, pendant que l'infanterie s'infiltre par les talwegs. À 10 heures, Châteauneuf, pris et repris est évacué, ses défenseurs ayant épuisé leurs munitions. Saint-Sauveur assailli par des vagues successives tombe à son tour. Les unités délogées de leurs P.A. se rétablissent au sud de la route de Châteauneuf à Nogent-le-Roi. Vers 15 heures, Thimert est aux mains de l'ennemi et les combats font rage dans le bourg d’Écublé.
En fin de journée, les Allemands tiennent solidement Châteauneuf et ont entamé les positions du R.I.C.M., mais celui-ci les contient et ils ne peuvent exploiter leur succès de la matinée.
À l’ouest, vers 8 h 30, des éléments motorisés sont signalés, à Nogent-le-Roi et à Ormoy. Entre 9 et 10 heures, Maintenon, dont la défense n'est pas à la charge de la 8e D.L.I.C. est occupée par l’ennemi. Une grave menace de débordement par la D 906 se dessine et le 78e G.R.D. ne pourra y faire face avec ses seuls moyens. Le repli prématuré de l'aile gauche de la 84e D.I., aux prises avec la 8e D.I. de la Wehrmacht, qui progresse sur la rive droite de l'Eure, accentue encore cette menace.
Le colonel Perretier, pour y parer, engage en direction de Chartainvilliers un détachement du 3/26e R.T.S., tandis que le 78e G.R.D. reçoit de la division l'ordre d'interdire les ponts de l'Eure des lisières sud de Maintenon à Saint-Prest. Aux ordres du Capitaine Aulagnier, commandant la 11e compagnie, le détachement du 3/26e R.T.S. est formé de cette unité renforcée d'une section de F.V.[à développer], d'une section de mitrailleuses et de deux pièces de 25 de la 508e C.D.A.C.[à développer]
Avant de franchir la D 906 à l'ouest de Chartainvilliers, le détachement est cloué au sol par une violente réaction ennemie. La route est encombrée de réfugiés et les Allemands se sont glissés vers le sud dans cette cohue. Le terrain est découvert et commandé par des bosquets, tenus par l'ennemi tout au long de l'aqueduc de Maintenon. Les manœuvres pour tenter de déloger l'ennemi échouent et les pertes sont lourdes. Le capitaine Aulagnier réussit à faire franchir l'ancienne route nationale à ses sections et organise la résistance dans le village de Chartainvilliers, désert, mais bombardé par l'artillerie ennemie.
Le détachement est coupé du régiment, avec lequel il n'a plus aucune liaison. Débordé et encerclé par le 402e bataillon cycliste de la 1re D.C.[à développer], écrasé par les feux du II/77e R.A.[à développer], de cette même division, le détachement Aulagnier tient pourtant jusque vers 18 heures, avant d’être totalement détruit. Sur les 140 hommes qu'il comptait en quittant Berchères-la-Maingot, plus de la moitié sont tombés. Les autres étant capturés sur place ou dans les environs quelques heures plus tard. 56 corps seront relevés à Chartainvilliers et 22 à Saint-Piat, à 1 500 m plus à l'est. Parmi ces morts, des tirailleurs dépouillés de leur plaque d’identité, abattus après leur capture où blessés graves restés sur place et achevés par les vainqueurs, ce qui explique que les hommages rendus sont anonymes.
Dès 10 heures, l'ennemi se concentre devant les P.A. de Feucherolles et une heure plus tard lance une première attaque. Les défenseurs des P.A., encerclés et assaillis par des vagues successives se défendent avec acharnement. La compagnie du capitaine Allard, la plus-en pointe vers le nord-est, est décimée. Le capitaine est mortellement atteint, quelques agents de transmission, à pied ou à moto, réussissent à maintenir, tant bien que mal, la liaison entre le bataillon et le régiment ; la portée des postes radio étant insuffisante pour garder un contact par ce moyen. À 16 heures, le 1er bataillon cycliste de la 1re D.C., appuyé par les feux d'une batterie de 105 Bofors, lance un dernier assaut sur le saillant nord-est, en direction du carrefour central de Feucherolles.
La position est submergée et la compagnie Allard anéantie. Le capitaine, le lieutenant Sabatier, huit sous-officiers et soldats métropolitains, trente-deux sous-officiers et tirailleurs sont tombés. La plupart des blessés sont capturés. Des tirailleurs isolés tentent de rejoindre Bouglainval par les bois ; ils y mourront ou y seront abattus. Bien des années après, on découvrira des corps et des armes dans ces bois.
À l'ouest de Bouglainval, enlevé par l'ennemi après que Feucherolles ait succombé, le 2/26e R.T.S. résiste jusqu'à la tombée de la nuit.
La 4e section de la 5e compagnie (2e bataillon) se bat jusqu'au soir, jusqu'à épuisement des munitions, provoquant de lourdes pertes à l'ennemi. La 4e section se trouve encerclée dans les bois de Néron. Sous les ordres du Lieutenant Valin, la section arrive à s'échapper pendant la nuit et fait une première marche à découvert pour respecter l'ordre de regroupement du régiment à Dangeau au sud de Chartres. La 4e section sera arrêtée à Fontaine-sur-Eure, à l'est de Chartres le 18 juin au matin, après deux nuits de marche. Les officiers sont faits prisonniers, emmenés à Montoire-sur-le-Loir et enfermés dans l'église. Les hommes de troupe survivants sont emmenés au camp de Voves. Le Lieutenant Pierre Valin réussira à s'évader quelques jours plus tard.
À quelques kilomètres de là, la veille, le 17 juin au soir, le préfet Jean Moulin avait été amené par les Allemands à Saint-Georges-sur-Eure pour "reconnaître" les victimes de viols supposés effectués par les tirailleurs sénégalais. Il refuse de signer le document infamant que les Allemands lui présentent. Après avoir été torturé, il est enfermé la nuit du 17 au 18 juin dans la conciergerie de l'hôpital de Chartres avec un tirailleur dont l'histoire n'a pas retenu le nom. Selon les sources les plus autorisées[Lesquelles ?], il s'agirait d'un tirailleur du 26e R.T.S. Cette nuit-là, Jean Moulin essayera de se suicider pour ne pas signer le document infamant préparé par la propagande allemande, en vue d'entretenir la "honte noire". C'est le premier acte de résistance civile, raconté dans Premier Combat (le cahier de notes du préfet, retrouvé dans la maison familiale des Alpilles et publié par Laure Moulin, sœur de Jean, en 1947).
Vers là fin de l'après-midi, la 8e D.L.I.C. recevait dans son ensemble l'ordre du général Gransard de décrocher et de se replier sur la ligne Brou, Dangeau, Bonneval (vallée de l'Ozanne), à 25 km au sud de Chartres.
Le 17, en fin de matinée, le R.I.C.M. a rejoint la position de l'Ozanne. Le 1er bataillon est à Unverre, le 2e à Yèvres et le 3e à Brou.
Le 26e R.T.S., dont certains éléments n'ont eu connaissance de l'ordre de repli qu’en fin de journée, décroche difficilement au cours de la nuit, harcelé par des tirs d'artillerie et talonné par des détachements légers de blindés et de motocyclistes. De petites colonnes filent vers le sud à marche forcée, la nuit tombée, laissant derrière elles ceux qui ne peuvent suivre ce train d'enfer.
Des éléments du 3e bataillon, qui s'est replié le dernier, sont ainsi capturés entre Ermenonville-la-Grande et Ermenonville-la-Petite, sans pouvoir opposer de résistance. Certaines sections du 2e bataillon réussiront à échapper à l'encerclement des bois de Néron.
La 1re division allemande de cavalerie a dépassé Chartres et dès le 17, à partir de 8 heures, a repris sa progression à l’ouest de l'ex-RN 10. La 8e division d’infanterie du 8e corps d'armée de la Wehrmacht pousse ses avant-gardes sur l'ex-RN 10 et atteint Bonneval dans la matinée.
L’armée a mis à la disposition de la 8e D.L.I.C deux groupes de transport (G.T.), les 129e et 132e GT, formés par le personnel mobilisé et les véhicules réquisitionnés de la Société des transports en commun de la région parisienne, mais, dans la confusion qui règne, ces GT qui doivent recueillir les unités en retraite sur leurs axes de repli ne seront en mesure de le faire que dans la matinée du 17. Ces désordres coûtent très cher aux unités de la division, qui subissant autant de pertes lors de ces mouvements qu'au cours des combats de la veille.
La division n'est pas encore en place sur la coupure de l'Ozanne, que vers 9 heures l'ordre lui parvient de poursuivre ses mouvements pour s'installer au sud de la Loire. Cette fois les GT peuvent enlever la plupart des unités et les acheminer rapidement à Amboise et à Chaumont-sur-Loire. Mais le 1/R.I.C.M., privé de véhicules, doit continuer à pied ; harcelé par l'ennemi, il ne sera récupéré que le lendemain à une dizaine de kilomètres au nord de la Loire, ayant parcouru, en une trentaine d'heures, 90 kilomètres pour échapper à ses poursuivants.
La 8e D.L.I.C. a déjà subi des pertes sévères depuis le 11 juin. Le R.I.C.M. compte encore 1 500 hommes dont 60 officiers, mais le 26e R.T.S. n'en rassemble plus que 500. Des trois compagnies divisionnaires anti-chars, l'une a disparu et les deux autres ont perdu tous leurs chevaux.
Le 9e R.A.D., aux prises avec des éléments motorisés et attaqué par la Luftwaffe, ne doit son salut qu'à son repli sur Tours au prix d'un parcours de 150 kilomètres, avec des chevaux et des mulets fourbus.
La journée du 18 juin est consacrée à la réorganisation dés unités, au ravitaillement et à l'aménagement de positions de défense sur la Loire. Le R.I.C.M. réduit, chacun de ses trois bataillons à 2 compagnies de F.V. et une C.A. Le 26e R.T.S., réduit à la moitié de ses effectifs, environ, se réorganise en un unique bataillon de marche.
Les deux groupes de transport restant jumelés à la division, le général Gillier décide de les fractionner et de les adapter aux unités réorganisées, afin de motoriser la 8e D.L.I.C. Les pièces d'artillerie seront tirées et mises en batterie par des tracteurs. Les compagnies divisionnaires A.C.[à développer] et les compagnies de mitrailleuses et d'engins régimentaires seront portées.
Trente tonnes de munitions, notamment d'artillerie, récupérées sur un train abandonné près d'Amboise permettent de recompléter les dotations des unités. Un détachement, aux ordres du chef de bataillon Jarrin (300 chasseurs et 200 tirailleurs tunisiens provenant de dépôts locaux), renforce l'infanterie de la division.
Des bruits courent que le Gouvernement Philippe Pétain a demandé à l'Allemagne les conditions d'un armistice.
Mais pour la 8e D.L.I.C., la lutte continue.

#### Les combats sur la Loire et l'ultime retraite
Au soir du 18 juin, les ponts d'Amboise et de Chaumont-sur-Loire sont détruits et la 8e D.L.I.C. est installée en position défensive sur la rive gauche de la Loire.
Le 3/R.I.C.M. assure la défense de l'agglomération d'Amboise, organisée autour du château et de ses abords, points hauts qui dominent le fleuve et les petites iles qui divisent son lit en plusieurs bras.
Le détachement Jarrin, à l'ouest d'Amboise a pour mission d'interdire les franchissements en aval et de maintenir la liaison avec la 2e D.L.M. en position à Montlouis.
Le 2/R.I.C.M., qui a franchi la Loire au pont de Chaumont-sur-Loire, assure provisoirement sa défense. Relevé par le 78e G.R.D. il. s'installe aux premières heures de la nuit du 18 au 19 à Chargé et à Attigny avec mission de s'opposer à tout franchissement en amont d'Amboise.
Le 1/R.I.C.M., épuisé par son repli de la veille et n’ayant franchi la Loire à Amboise qu’en fin de matinée, est placé en réserve dans le parc du château de la Croix où est installé le P.C. du régiment, à environ sept kilomètres au sud du fleuve.
Le 78e G.R.D. assure à Chaumont la couverture est du dispositif et la liaison avec la 84e D.I.
Le reste du 26e R.T.S. s’installe en recueil à Bléré et à Civray-de-Touraine sur le Cher, à une douzaine de kilomètres au sud d'Amboise.
Le 296e R.A.L. avec son groupe de 155 C. et une batterie du 9e R.A.D. appuie le R.I.C.M.
Les 51e et 508e C.D.A.C. sont à la disposition du R.I.C.M. et déployées avec les 2e et 3e bataillons.
En fin de journée du 18, l'ennemi (28e D.I. du 8e C.A.) atteint la rive droite de la Loire et commence à infiltrer des éléments légers à la pointe est de l’ile d'Amboise. Le bombardement de la ville et du château, commencé dans l'après-midi, se poursuit tard dans la nuit.
Le 19, les Allemands attaquent vigoureusement ; le commandement ennemi craignant qu'un franchissement de vive force à Tours soit suivi de longs combats de rues a décidé de faire effort sur Amboise, agglomération de moindre importance.
Dès 10 heures, le 2/R.I.C.M. est aux prises avec des éléments qui franchissent le fleuve sur des embarcations à moteur, entre Amboise et Chargé. D'autres franchissements par moyens discontinus sont imminents dans le quartier du 3/R.I.C.M. ; le château et les autres points dominants sont matraqués par l'artillerie.
Dans la matinée, à la suite du fléchissement de la 84e D.I., menacée par des colonnes ennemies ayant franchi la coupure en amont, l'armée prescrit à la 8e D.L.I.C. de reporter, avant la nuit, son dispositif, sur la rive sud du Cher. L'axe de repli de la division s'infléchissant vers l'ouest, la manœuvre s'effectuera en pivotant autour d'Amboise, que le 3/R. I.C.M. reçoit l'ordre de tenir jusqu'au soir.
En fin d'après-midi le 1/R.I.C.M. et le 2/R.I.C.M., ce dernier n'ayant réussi à décrocher qu'au prix de fortes pertes, s'installent au sud du Cher entre Veretz (exclu) à 6 km de Tours, et Bléré (tenu par le 26e R.T.S.). Très éprouvé le 2/R.I.C.M. est regroupé à Le Grais, quelques kilomètres au sud de la coupure, le 1/R.I.C.M. assurant seul la défense de la rive gauche du Cher.
Le détachement Jarrin s'est volatilisé ; seuls continuent le combat l'élément de tirailleurs tunisiens réduit à 110 hommes et une section de 30 chasseurs. Ils sont amalgamés au 26e R.T.S. pour éviter toute défaillance ultérieure ; ils se comporteront bien.
Le 3/R.I.C.M., pivot de la manœuvre, essaie en vain de décrocher au crépuscule ; seule la 10e compagnie y parvient, les autres scindées en petits éléments enveloppés dans la ville sont détruits après une ultime résistance.
Les ponts sur le Cher sautent entre minuit et deux heures.
Dans ces combats du 19 juin, le R.I.C.M. a payé un lourd tribut et compte plus de six cents tués, blessés et disparus.
Le 20 juin, dès six heures l'ennemi se manifeste sur la rive droite du Cher. Les positions de la division sont soumises à de violents bombardements, notamment de 14 à 15 heures. Bien approvisionnée en munitions, grâce au train saisi l'avant veille, ayant eu le temps de se déployer dans de bonnes conditions, l'artillerie divisionnaire riposte vigoureusement et aucun élément ennemi ne parvient à franchir le Cher. De 15 à 18 heures une trêve intervient, probablement pour permettre le passage, prévu à Tours, des plénipotentiaires chargés des pourparlers d’armistice.
Entre-temps, est parvenu l'ordre de repli sur Indre, puis sur l’Esves entre La Haye-Descartes et Ligueil. Ces mouvements s'effectuent sans difficulté, les unités de combat et d'appui étant maintenant bien adaptées à leurs rames de transport, et le 78e G.R.D. assurant toujours aussi efficacement leur couverture.
Dès le début de l'après-midi du 21 juin, les combats reprennent sur l'Esves. Après une défense pied à pied de Ligueil, occupée par l'ennemi vers 16h30, le 26e R.T.S. se replie sur Neuilly-le-Brignon. Vers 19 heures, le R.I.C.M. en mouvement près de La Haye-Descartes se heurte à une colonne motorisée allemande. Au cours d'une brève mais énergique contre-attaque, que conduit le colonel Avré en personne, la colonne ennemie est scindée en deux et sa pointe d'avant-garde capturée (l’officier et 25 hommes se rendent avec leurs engins).
Des ordres de repli successifs entraînent la 8e D.L.I.C. aux portes d'Angoulême où elle se présente le 24 juin au matin. Elle est maintenant, totalement isolée, sans liaison avec la 2e D.L.M. qui s'est retirée plus à l'ouest, ni avec la 84e D.I. Elle a du mal à se dégager du guet-apens où elle est engagée; en effet Angoulême, déclarée ville ouverte, est en fait occupée par des éléments ennemis infiltrés, qui ont obtenu la capitulation de la garnison sans combat.
Quand l’ordre de cesser le feu lui parvient, la 8e D.L.I.C. a réussi à se rétablir sur la rive gauche de la Dordogne, au nord de Monbazillac, toujours prête à faire face.
Ainsi se termine cette malheureuse campagne de deux semaines.
Le 26e R.T.S. a été dissous à l'issue des combats de 1940.

## Faits d'armes faisant particulièrement honneur au régiment
Le 10 mai 1940, mettant fin à la guerre de positions qui dure depuis le 3 septembre 1939, les Allemands passent à l’offensive et envahissent les Pays-Bas, la Belgique, le Luxembourg et le nord de la France.

En moins d’un mois, les grandes unités des alliés, à l’exception des forces françaises tenant les ouvrages de la ligne Maginot, sont anéanties ou contraintes de se replier, en livrant de durs combats retardateurs.
Pour tenter de rétablir une situation, que bien des responsables politiques et militaires jugent désespérée, le haut commandement français engage dans la bataille des divisions formées en toute hâte, au contact direct avec l'ennemi.
C'est dans ces circonstances que vont se dérouler le 16 juin 1940 sur le territoire des communes de Chartainvilliers, Feucherolles, Bouglainval et Néron de terribles combats qui verront succomber 56 (chiffre à compléter par les exécutions sommaires d'après combat) soldats du 26e Régiment de Tirailleurs Sénégalais. Une stèle, dans le carré des monuments aux Morts du village, rappelle le sacrifice de ces hommes.
Selon le rapport officiel de l'État major de la 8e D.L.I.C., le 26e R.T.S. a perdu du 8 au 25 juin 1940, 52 officiers sur 84 et 2 446 hommes sur 3017. Ce sont les pertes les plus importantes de cette division, et elles figurent parmi les plus élevées des unités combattantes françaises en 1940[réf. nécessaire].

## Personnalités ayant servi au26eRTS
- Pierre Valin, lieutenant honoraire, directeur de la Banque de France, Chevalier de l'Ordre national du Mérite, Croix de guerre 1939-1945. Une pièce de théâtre publiée chez l'Harmattan en 2013 : "Le mémorial de Chartres" met en scène les combats du 2e bataillon à Néron et Bouglainval, auquel appartient le lieutenant Pierre Valin (4e section).
- Georges Claret de Fleurieu, Sous-lieutenant de réserve d'infanterie coloniale en octobre 1938, mobilisé au 26e régiment de tirailleurs sénégalais. Officier de transmissions, croix de guerre, deux citations, conseiller référandaire de 1re classe auprès de la cour des comptes, chevalier de la légion d'honneur[4].
- Henri Magny, compagnon de la Libération

### Sources et bibliographie
- Document secret du ministère de la défense nationale et de la guerre, direction des troupes coloniales, 4e bureau, n90-4/.B.S. du 10 avril 1940 ;
- Rapport du Lieutenant Pierre Valin (4e section, 5e compagnie), fonds Lieutenant Pierre Valin, musée des Troupes de Marine, Fréjus, dépôt du 8 janvier 2007 ;
- Le 10e corps d'armée dans la bataille : 1939-1940, général C. Gransard, Éditions Berger-Levrault, 1949 ;
- Premier combat, Jean Moulin, Les Éditions de Minuit, 1947 ;
- Michel Larche, « Le 26e RTS à l'honneur : Feucherolles (16 Juin 1940) », Tropiques : revue des troupes coloniales, no 349,‎ janvier 1953, p. 15-18 (lire en ligne).
- Maurice Rives et Robert Dietrich, Héros méconnus : 1914-1918, 1939-1945 : mémorial des combattants d'Afrique noire et de Madagascar, Paris, Association française Frères d'armes, 1993, 351 p. (ISBN 978-2-9504297-0-4) ;
- Jean-Jacques François, La guerre de 1939-40 en Eure-et-Loir : la journée du dimanche 16 juin 1940, t. 3, La Parcheminière, 1997, 527 p. (ISBN 2-9509931-3-3) ;
- La guerre de 1939-1940 en Eure-et-Loir (4 tomes), Jean Jacques François, Éditions de la Parcheminière, 1998 ;
- Christine Levisse-Touzé, La campagne de 1940 : actes du colloque, 16 au 18 novembre 2000, Paris, Tallandier, 2001, 585 p. (ISBN 978-2-235-02312-2) ;
- Charles Onana (préf. Amadou Mahtar M'Bow), La France et ses tirailleurs : Enquête sur les combattants de la république, 1939-2003, Paris, Duboiris, coll. « Mémoire & archives », 2003, 243 p. (ISBN 978-2-9513159-4-5) ;
- Dominique Lormier, Comme des lions : mai-juin 1940, l'héroïque sacrifice de l'armée française, Paris, Calmann-Lévy, 2005, 329 p. (ISBN 978-2-7021-3445-0) ;
- Raffael Scheck (trad. de l'allemand par Eric Thiébaud), Une saison noire : les massacres des tirailleurs sénégalais, mai-juin 1940 [« Hitler's African victims : the German army massacres of Black French soldiers in 1940 »], Paris, Tallandier, 2007, 287 p. (ISBN 978-2-84734-376-2, OCLC 999603478) ;
- Ruggiero del Ponte-Gérard Valin, Le mémorial de Chartres, L'Harmattan, 2013, 110 p. (ISBN 978-2-343-00558-4) ;
- Julien Fargettas, Les tirailleurs sénégalais : les soldats noirs entre légendes et réalités, 1939-1945, Paris, Tallandier, 2012, 381 p. (ISBN 978-2-84734-854-5) ;
- Armelle Mabon, Prisonniers de guerre indigènes : visages oubliés de la France occupée, Paris, La Découverte, 2010 (réimpr. 2019), 297 p. (ISBN 978-2-7071-5078-3) .